# ヤン・デュ・プレシス
ヤン・デュ・プレシス（Jan Petrus du Plessis、1954年1月22日 - ）は、鉱山業グループのリオ・ティントの会長であり、ブリティッシュ・アメリカン・タバコの取締役会の非常勤会長、ロイズTSBグループの非常勤取締役などを兼任している。
彼は、英国ビジネス界で最も影響力のある人々とされる、タイムズ紙の2006年の「パワー 100」の10位に選ばれている。

## 出生および私生活
ヤン・デュ・プレシスはアフリカーナーであり、南アフリカのケープタウンで生まれ育った。
彼はステレンボッシュ大学で学び、商取引と法律の学位を取り、さらに彼の母国で公認会計士の資格を取得している。
また、英国と南アフリカの両方の国籍をもち、2005年現在では、バッキンガムシャーで彼の妻と娘、2人の息子と生活している。
趣味はゴルフ、スキューバダイビング、ハイキングであり、自称「貧しいゴルファー」と語っている。

ヤン・デュ・プレシスはタバコ産業における重鎮であるが、彼とその家族は喫煙をしていません。

## キャリア
ヤン・デュ・プレシスは、1970年代後半から会計士としてスタートする。
1981年から南アフリカのレンブラント・グループで働き、イギリス、スイスへも渡り、さまざまな管理職に就く。
そして1988年にはリシュモンのグループ・ファイナンス・ディレクターに就任する。

彼はまた、1990年から1995年までタバコメーカーであるロスマンズ・インターナショナルでも同じ地位についている。
1999年にロスマンズ・インターナショナルはブリティッシュ・アメリカン・タバコと合併し、彼は、取締役会の非常勤取締役になった。
2004年4月には、リシュモンから離れ、ブリティッシュ・アメリカン・タバコで非常勤会長の役割を担うようになる。

2005年6月には、イギリス食品事業RHMの非常勤会長に任命された。
同年10月には、ロイズTSBグループの非常勤取締役として取締役会に加わった。彼はまた、イギリスの国際商業会議所の理事会のメンバーでもある。

2009年3月、彼は鉱山業グループのリオ・ティントの新会長になることが発表された。

## 家系図
|      |      |      |      |          |          | 母（？） | 母（？） | 母（？） | 母（？） | 母（？） | 母（？） |      |      |      |      |      |      | 父（？） | 父（？） | 父（？） | 父（？） | 父（？） | 父（？） |  |  |
|      |      |      |      |          |          | 母（？） | 母（？） | 母（？） | 母（？） | 母（？） | 母（？） |      |      |      |      |      |      | 父（？） | 父（？） | 父（？） | 父（？） | 父（？） | 父（？） |  |  |
|      |      |      |      |          |          |          |          |          |          |          |          |      |      |      |      |      |      |          |          |          |          |          |          |  |  |
|      |      |      |      | 妻（？） | 妻（？） | 妻（？） | 妻（？） | 妻（？） | 妻（？） |          |          | ヤン | ヤン | ヤン | ヤン | ヤン | ヤン |          |          |          |          |          |          |  |  |
|      |      |      |      | 妻（？） | 妻（？） | 妻（？） | 妻（？） | 妻（？） | 妻（？） |          |          | ヤン | ヤン | ヤン | ヤン | ヤン | ヤン |          |          |          |          |          |          |  |  |
|      |      |      |      |          |          |          |          |          |          |          |          |      |      |      |      |      |      |          |          |          |          |          |          |  |  |
|      |      |      |      |          |          |          |          |          |          |          |          |      |      |      |      |      |      |          |          |          |          |          |          |  |  |
| 長女 | 長女 | 長女 | 長女 | 長女     | 長女     |          |          | 長男     | 長男     | 長男     | 長男     | 長男 | 長男 |      |      | 次男 | 次男 | 次男     | 次男     | 次男     | 次男     |          |          |  |  |